# Saïda Akil
Saida Akil, nota col nome d'arte Titrit (Meknès, 1962), è una cantautrice marocchina di madrelingua berbera del Marocco centrale.

## Biografia
I suoi genitori sono originari di un piccolo villaggio di nome Imgheren nel comune di Errachidia mentre lei è nata a Toulal nel comune di Meknès dove i suoi genitori si stabilirono. Ha frequentato le scuole primarie a Toulal e quelle secondarie a Meknès. È stata influenzata dalla musica americana, soprattutto da cantanti come Dolly Parton, Joan Baez, Barbra Streisand e Bob Dylan. Canta sia in inglese che francese e qualche volta anche in berbero. Ha composto la sua prima canzone all'età di 15 anni.

## Discografia
- Mayme? (Perché?, realizzato insieme a Khalid Izri) - 1992
- Uccigh am ul Inu (Ho lasciato il mio cuore) - 2007
- Ityattun Iccirran (Sono dimenticati i ragazzi) - 2009